# Clematis patens 'Evifive'
Cultivar

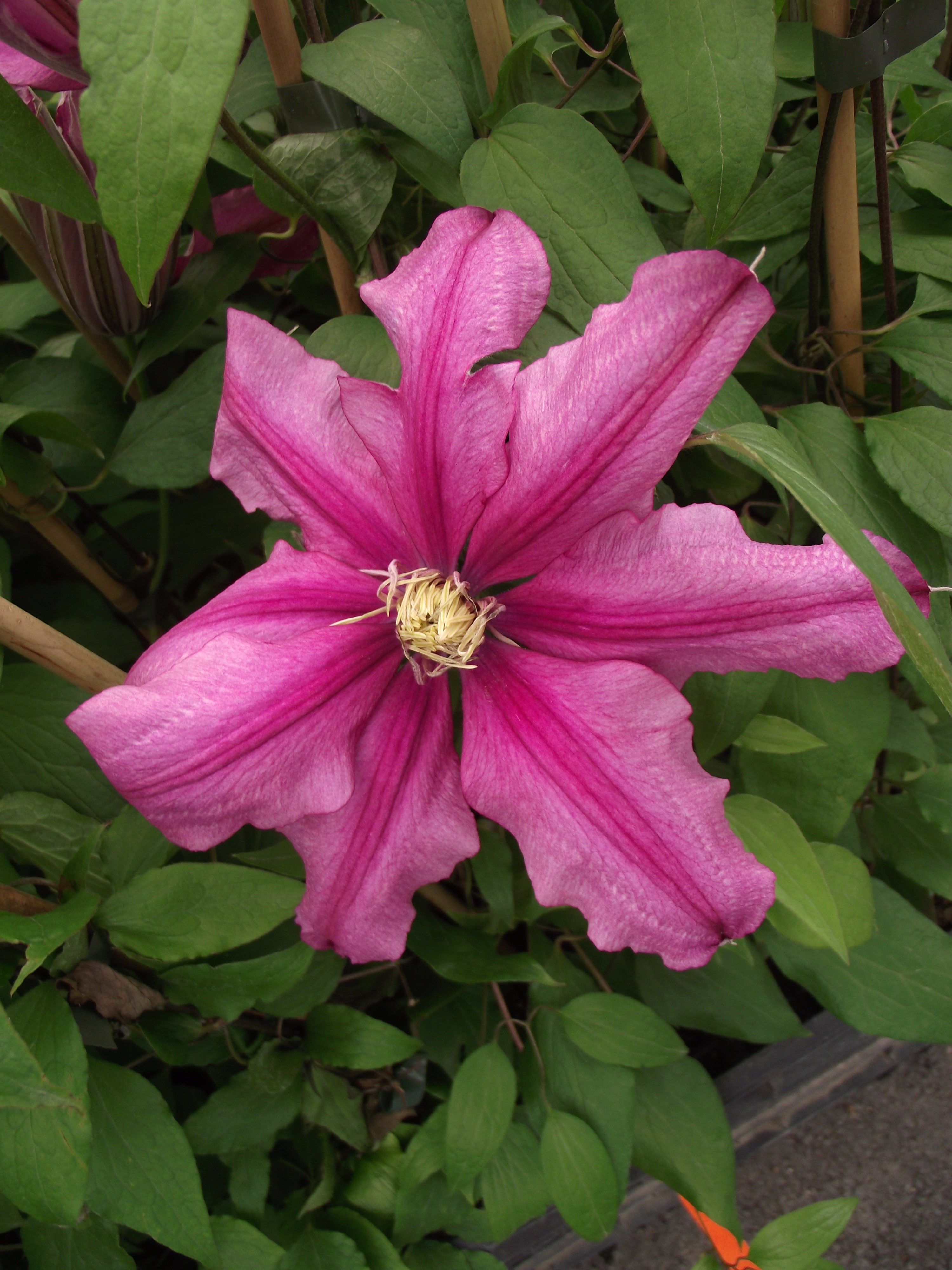
Clematis patens 'Evifive'.

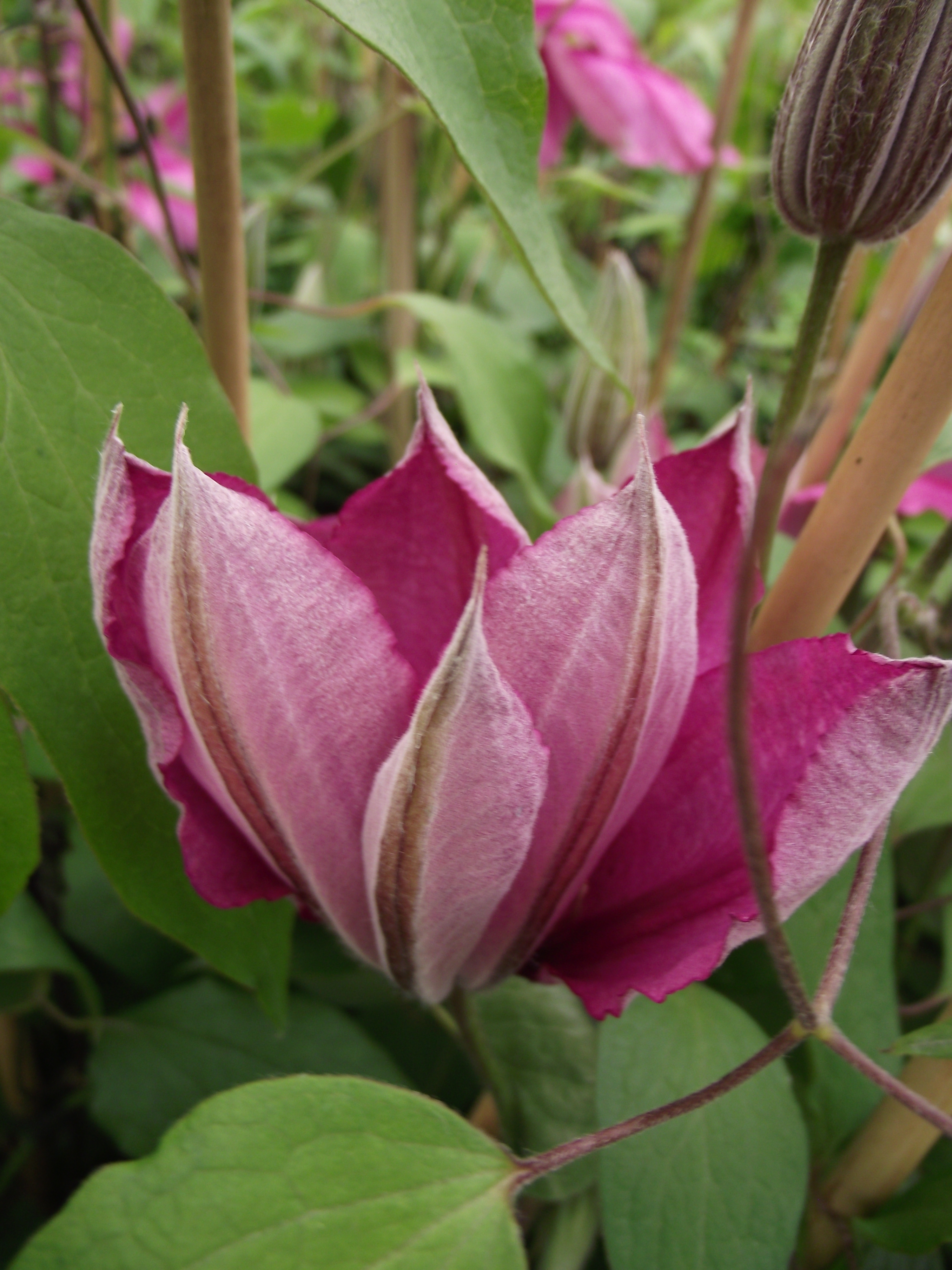
Clematis patens 'Evifive'.

La clématite patens 'Evifive' PBR & PPaf  est un cultivar de clématite obtenu en 1989 par Raymond Evison en Angleterre. Elle porte le nom commercial de clématite patens Liberation 'Evifive' PBR & PPaf. Elle apparait pour la première fois au catalogue de Raymond Evison en 1995.
La clématite Liberation a été commercialisée en 1995 afin de fêter la commémoration de la libération des îles Anglo-Normandes.

## Description
Cette clématite fait partie du groupe 2, ce qui signifie que ce cultivar donnera une floraison printanière sur la pousse de l'année précédente et une seconde à l'automne sur les pousses de l'année.

### Feuilles
Les feuilles caduques de cette clématite sont parfois simples, parfois alternes et trifoliées. En moyenne elles mesurent 10 cm. De mars à octobre les feuilles sont vertes, en novembre elles virent au jaune juste avant de tomber.

### Tiges
Les tiges de la clématite Liberation apparaissent de couleur verte sur les pousses de l'année, en vieillissant le bois se durcit et devient rougeâtre et marron.

### Fleurs
La clématite Liberation dispose d'une fleur de grande taille rose clair avec une médiane beaucoup plus foncée pouvant atteindre 25 cm. Les fleurs de ce cultivar apparaissent la plupart du temps sur la partie supérieure de la plante en mai et juin pour la floraison printanière et en septembre pour la floraison d'automne. Lors de la fanaison la couleur des sépales vire légèrement au rose pale.

#### Bouton floral et pédoncule
Le bouton floral de Liberation est allongé et ovoïde d'environ 4 à 5 cm, de couleur vert/gris à un quart de son ouverture. Le pédoncule quant à lui mesure environ 11 à 15 cm de couleur verte également.

#### Sépales
Les sépales de la clématite Liberation mesurent entre 10 et 12 cm de long. Ils sont ondulés et striés le long de la nervure centrale mais ne se chevauchent pas ou très peu.

#### Étamines et stigmates
Liberation possède des  étamines de couleur jaune or et des stigmates de la même couleur.

#### Parfum
Cette clématite n'a pas de parfum.

## Obtention
L'objectif de la création de ce nouveau cultivar était de produire une plante avec une grande fleur colorée, un port très droit et une floraison compacte idéal pour la culture en pot, le but a été atteint pour les obtenteurs Raymond Evison et Mogens Olesen. Liberation a été obtenue par des semis de hasard, c'est-à-dire des semis  de graines non identifiées.
La reproduction asexuée de ce cultivar pour la commercialisation a commencé dans les pépinières de Raymond Evison sur l’île de Guernesey en 1990.

## Protection
'Evifive' est protégé par l'Union internationale pour la protection des obtentions végétales sous licence PBR & PPaf portant le numéro 1989 obtenue le 21 juillet 1997. Le nom commercial 'Liberation' est protégé par une licence trademark.

## Culture

### Plantation
La clématite Liberation s'épanouit très bien en pot ou en pleine terre. Elle doit être plantée dans un mélange drainant, fertile et léger. Les racines préfèrent un sol frais et ombragé.

### Croissance
À taille adulte cette clématite dispose d'une croissance importante entre 2,50 et 3 mètres.

### Floraison
Liberation fleurit deux fois par an sur les pousses de l'année précédente du mois de mai et juin pour la floraison printanière et en septembre pour la floraison sur le bois de l'année de l'automne. Elle fait partie du groupe 2.

### Utilisations
Liberation est parfait pour les pergolas, treillis, tonnelles et clôtures. Elle peut aussi grimper sur des supports naturels tels que les feuillus, des conifères et des arbustes.
Raymond Evison recommande également cette clématite pour l'utilisation en fleurs coupées.

### Taille
La clématite Liberation a besoin d'une taille annuelle, souvent au mois de mars mais à toute période de repos végétatif. Elle demande une taille modérée, c'est-à-dire une taille de 30 cm ou un tiers des branches.

### Résistance
Cette clématite résiste à des températures jusqu'à moins 20 degrés Celsius.

### Maladies et ravageurs
La clématite Liberation est sensible à l'excès d'eau ce qui pourrait provoquer une pourriture du collet de la plante et ainsi la mort de la clématite. Elle peut également souffrir d'apoplexie due à un champignon appelé Ascochyta clematidina, provoquant un flétrissement brutal des feuilles. Pour combattre ce champignon la terre doit être remplacée sur 20 cm et l'excès d'eau doit être proscrit. Les limaces peuvent également s'attaquer à cette clématite et notamment aux jeunes pousses du printemps.